# Junta de Aguas de Madrid

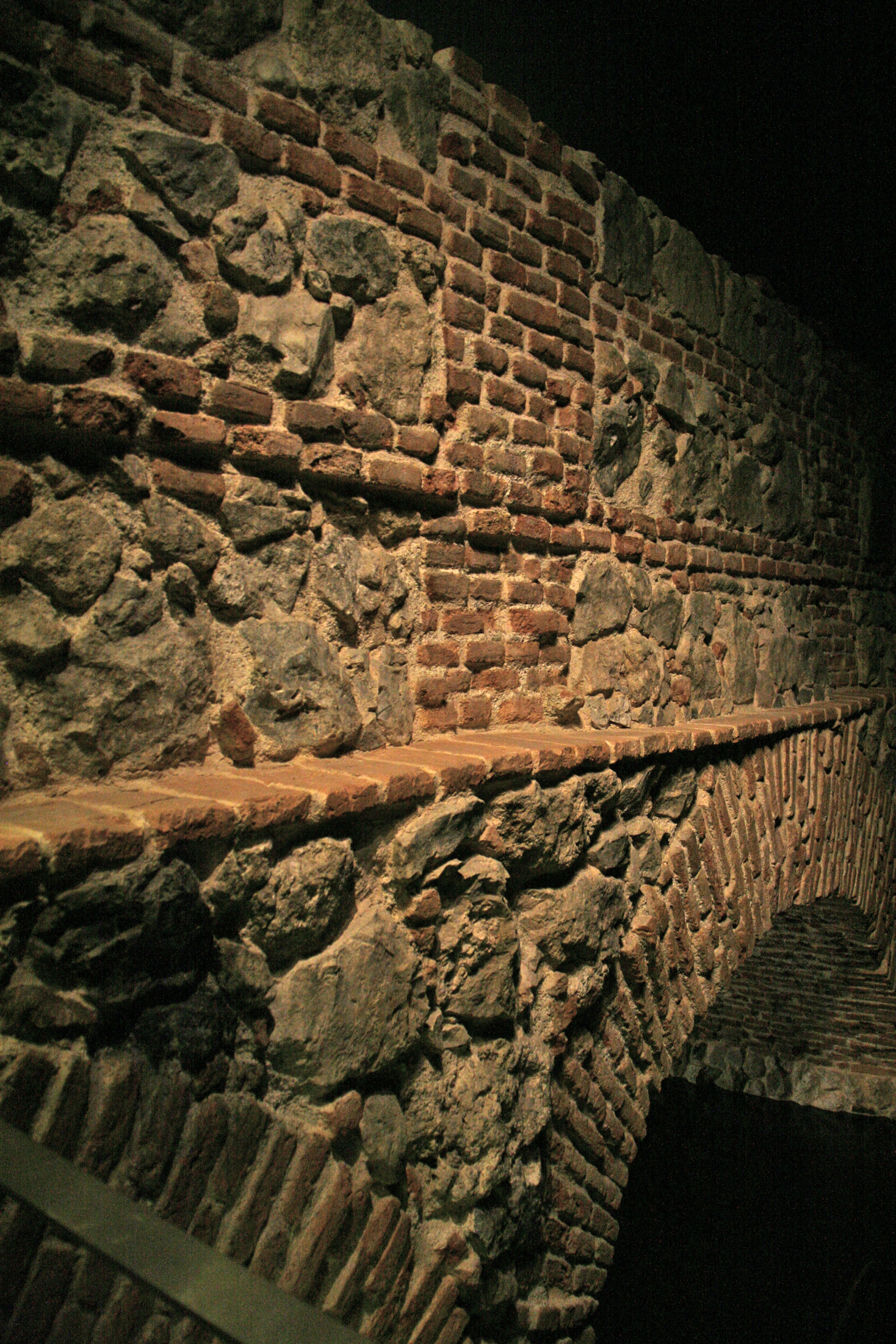
Sección del viaje de Amaniel en el Museo metropolitano de Madrid en el Metro de Ópera.

La Junta de Aguas de Madrid o Junta de Fuentes de la Villa de Madrid (también enunciada como Concejo y Junta de las Aguas) fue un organismo creado en 1608 en la capital de España para coordinar y regular todo lo relacionado con el abastecimiento de agua a la ciudad. Existió como «organismo independiente del resto de la administración municipal hasta el 1 de noviembre de 1766», en que su autoridad y gestiones se integraron en sucesivos despachos con diferentes y varios nombres, aunque similar ocupación. En su conjunto, fueron absorbidos o desaparecieron de forma paulatina con la puesta en funcionamiento del Canal de Isabel II, que acabaría arbitrando el suministro y explotación de aguas en Madrid.

## Historia
El Concejo y Junta de las Aguas tuvo su precedente en la Junta de Ornato, Limpieza y Policía, instituida por Felipe II, según Real Cédula de 6 de mayo de 1590, e integrada por ocho miembros en representación conjunta de la Corona y la Villa. Desglosada de ella, se creó en 1608 la Junta de 
Fuentes como organismo municipal dirigido por un consejero del rey, miembro del Consejo Real, o superintendente. A sus órdenes quedaban el corregidor de la Villa, dos regidores con el cargo de comisarios de fuentes, y el secretario mayor del Ayuntamiento. No obstante el cargo más importante, por su actividad era el del veedor, que revisaba los «viajes» cada dos meses presentando informes y propuestas.
La Junta de Fuentes de Madrid existió como «organismo independiente del resto de la administración municipal hasta el 1 de noviembre de 1766», aunque desde 1746 se la conocía de forma oficial como Comisión de Fuentes. A partir de 1766, la gestión de los «viajes de agua» se integró en la Junta de Propios y Arbitrios, hasta la reforma municipal de 1835, en que pasaría a ser competencia de la Comisión de Obras de la Villa.

### Funciones y objetivos
La Junta de Aguas asumió desde sus creación el «proceso constructivo, los itinerarios, el mantenimiento, la red de distribución y los beneficiarios de los viajes de agua». Asimismo era de su competencia vigilar los robos de agua por perforación de las galerías de conducción, establecer las multas, y en periodos de sequía aplicar el artículo 48 del Reglamento de Fontanería de la Villa de Madrid, que textualmente avisaba de que «en el caso en que se advierta la mayor baja de aguas, se observará para su distribución la preferencia en las fuentes públicas, compras, censos y gracias», o sea que los primeros en quedarse sin agua serían los que la recibían gratuitamente. En el capítulo económico, además de administrar el impuesto sobre la venta del agua, también regulaba impuestos especiales como el real de plata que tenía que pagarse en el matadero del Rastro por cada cordero sacrificado, tasa conocida como Rastro de Fuentes y ejecutada a partir de 1611. Del mismo modo, el superávit en la recaudación general podía revertir en préstamos a la Administración.
Los trabajos de localización de acuíferos y determinación de las pendientes para la construcción de los viajes serían llevados a cabo por los técnicos y alarifes de la Junta de Obras y Bosques y de la Junta de Fuentes, entre 1610 y 1617.
El objetivo primordial fue la puesta en funcionamiento de los cuatro principales viajes, es decir, el de Amaniel (1610-1621) –perteneciente a la Corona– y los tres viajes propiedad de la Villa de Madrid: el de la Fuente Castellana (1613-1620), y los llamados del Abroñigal Alto y Abroñigal Bajo (1617-1630). Luego vendrían los del Buen Suceso (1612-1618) (para surtir una fuente en la Puerta del Sol), y los complementarios del de la Castellana, los viajes de Contreras (1637-1645) y de la Alcubilla (1688-1692).
Una vez encarriladas las apremiantes necesidades de agua de la creciente capital española, se atendieron otros proyectos como el Real Sitio del Buen Retiro, zona de recreo de la Corte, que endeudó al consistorio municipal a pesar de que la infraestructura hidráulica fue en gran parte pagada por la Corona. La zona se atendió con la construcción de los viajes Alto (1632-1636) y Bajo (1636-1640)
del Buen Retiro.

### Sondeos y captaciones de agua
En el proceso surgieron todo tipo de contratiempos, algunos de orden interno, como las competiciones entre los regidores por ver «quién descubría más y mejor agua». Uno de estos celosos funcionarios fue Juan Fernández, hijo de un mercader toledano, que había reemplazado a Francisco de Alfaro en la regiduría del Concejo madrileño desde el 13 de abril de 1593, y que llegaría a convertirse en uno de miembros más poderosos de la Junta de Fuentes.
Pronto tuvo que poner remedio la Junta de Aguas al preocupante hecho de que el caudal de las fuentes de la Villa y los «viages» existentes de antiguo, eran insuficientes para satisfacer las necesidades causadas por el desproporcionado crecimiento de población provocado por la circunstancia de haberse convertido en «Villa y Corte». Se impuso entonces como objetivo urgente la búsqueda de nuevos acuíferos, manantiales y venas de agua, tarea asumida por el regidor municipal Luís de Valdés que, a su vez, trajo a Madrid a un famoso zahorí napolitano llamado Dorodeo Chiancardo, alojándolo en su propia casa durante un par de años.

## Los precios del agua

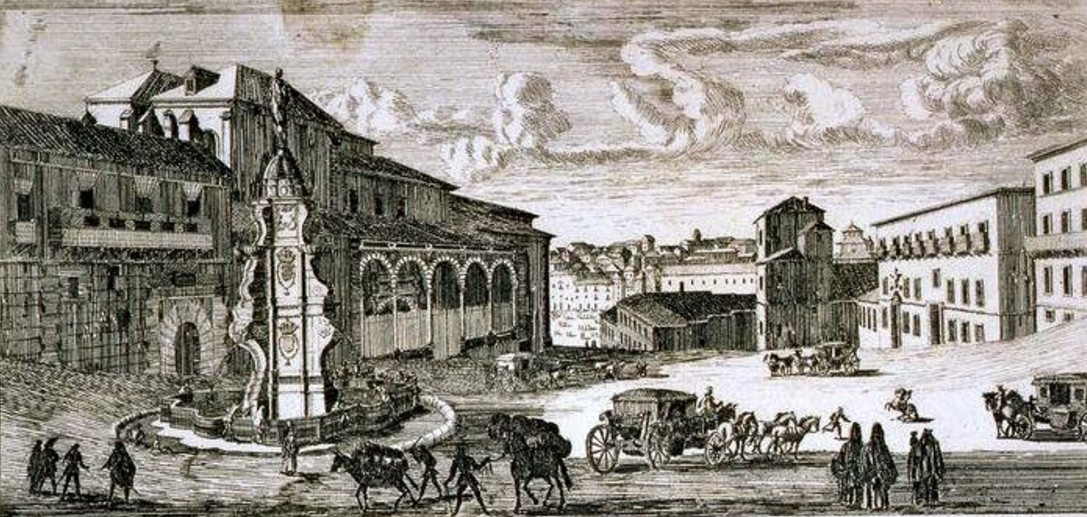
Vista de la plazuela de Santo Domingo y su fuente ornamental frente a la calle de Leganitos, en la copia de 1866 de un dibujo y grabado originales de Louis Meunier hechos hacia 1665.

En el capítulo que dedica al suministro de aguas y sus precios el ingeniero Guerra Chavarino, en su estudio dedicado a los viajes de agua de Madrid, y siguiendo las entradas del Libro de Acuerdos del Concejo madrileño y los tratados del arabista Oliver Asín y del matemático Aznar de Polanco dedicados a estos temas, se anotan las siguientes cifras:
En el siglo xvi
Al final de este siglo, la normativa publicada en 1596 para la fabricación de cántaros obligaba la medida de cinco azumbres (diez litros) como capacidad mínima. Además era obligatoria la “denominación de origen”, es decir, el nombre o marca del alfar o el alfarero que había fabricado el recipiente. En 1599 los aguadores solicitaron un aumento de ‘sueldo’, pues las ganancias, con las sequías veraniegas y la necesidad de alimentar a sus animales de carga no daban para subsistir ni para mantener el físico que requería este duro oficio (pues el reparto de «cargas» o pedidos, por lo general 4 a 6 cántaros, incluía en el servicio ser subidos a las viviendas correspondientes, algunas de hasta cuatro pisos. En 1600 una «carga» costaba diez maravedíes, variando el precio según la fuente de origen, siendo la de Leganitos la más preciada, a ocho maravedíes tan solo cuatro cántaros, y diez la carga de seis cántaros.
En el siglo xvii
Se conoce el dato de que en este periodo el real de agua (RA) se compraba a trecientos ducados. En este siglo apareció, al parecer, el aguador sin burro, que transportaba al hombro su carga, estipulándose para ellos el precio de dos maravedíes por dos cántaros.
En el siglo xviii

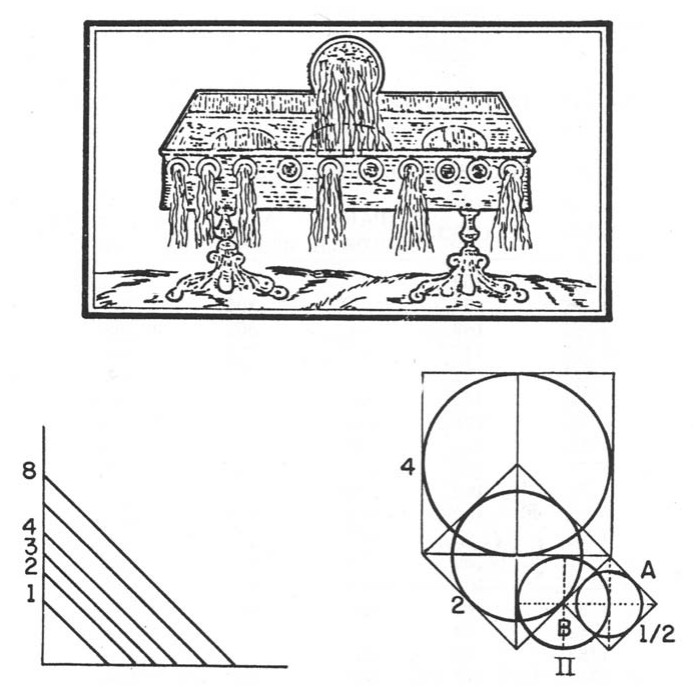
Hidrómetro diseñado y dibujado por Teodoro Ardemans, hacia 1724

El real de agua (RA) había de pagarse a cuatro mil «ducados de vellón» al año (precio aplicado a cualquier tipo de arca de reparto. Cada usuario, a su vez, pagaría el 3% de la cantidad contratada, según contrato realizado «a censo». Por su parte, la arroba de agua se pagaba a poco menos de un cornago. En estas tarifas no se contemplaban los impuestos para el mantenimiento de las galerías y conducciones.
En el siglo xix
Por lo que respecta ya al siglo xix, Pedro Felipe Monlau en su manual dedicado a Madrid o Amigo del forastero en Madrid y sus cercanías, publicado en 1850, explica que el real de agua –según el baremo de medidas en esa ciudad– era «la cantidad de agua que pasa por un tubo del diámetro de un real de vellón». Un real (RA) se divide, a su vez, en dos medios, cuatro cuartillos, o 16 pajas. El sistema de medidas referido por Monlau, anota también que un real de agua equivale a «96 cubas diarias de a dos arrobas y media», o a unos 150 pies cúbicos de agua.

## Aguadores, mendigos, tullidos y sedientos
Considerando que en el año 1600 una cántara de agua valía 28 maravedíes –y aunque diez años después había bajado su precio a 20 maravedíes–, puede imaginarse el despliegue de medidas reguladoras y, en especial, represoras que rodearon y rigieron el consumo de agua en Madrid a lo largo del siglo xvii. El crecimiento demográfico llevó a un creciente trapicheo del agua, por lo que se prohibió la venta al por menor hecha por aguadores que vieron el gran negocio de ofrecer agua endulzada con anís a los «sedientos nuevos vecinos de la nueva capital de las Españas», ofrecida en jarritos o vasos a los transeúntes. La prohibición estableció una pena de cien azotes y «perdimiento de los pollinos», es decir se les requisaban los burros donde transportaban los cántaros.
Asimismo, para que los alguaciles pudieran localizar a los aguadores furtivos y diferenciarlos de los encargados del transporte de agua, se obligó a estos últimos a colocar cencerros en el cuello de sus bestias de carga. También se les prohibió a los aguadores alquilar los burros para otros menesteres que no fueran su oficio, como el ofrecimiento de llevar “viajeros” (por lo general damas) hasta la ribera del río Manzanares.